# Enaria grossepunctata
Enaria grossepunctata är en skalbaggsart som beskrevs av Dewailly 1950. Enaria grossepunctata ingår i släktet Enaria och familjen Melolonthidae. Inga underarter finns listade i Catalogue of Life.